# Baby, The Stars Shine Bright
Baby, The Stars Shine Bright（Kabushiki Kaisha Beibī, Za Sutāzu Shain Buraito）是1988年由矶部明德和其妻子矶部フミ子創建的日本服裝品牌。The Stars Shine Bright专营蘿莉塔時裝。该公司于1999年在澀谷區代官山町开设了旗舰店, 又于2012年搬迁至表參道。该公司于2004年为《下妻物語》中的主角制作了衣柜。其在巴黎和旧金山都有开设国际门店。